# عشا مومني
عشا مومني (بالإنجليزية: Esha Momeni)‏ (مواليد 1980، لوس أنجليس). ناشطة حقوقية ومصورة تحمل الجنسيتين الإيرانية والأمريكية. وهي خريجة جامعة كاليفورنيا الأمريكية. اجرت مومني مقابلات مع مجموعة من الناشطين بحملة تهدف لجمع مليون توقيع على عريضة تهدف للمطالبة بحقوق النساء في إيران.
اعتقلت مومني في 15 أكتوبر 2008 وهي تقود سيارتها في أحد شوارع طهران حيث تواجدت لغرض رؤية أسرتها وإجراء بعض الأبحاث، واوقفت بدعوى مخالفة سير، حيث لا تزال في السجن منذ ذلك الحين.